# Cralopa colliveri
Cralopa colliveri é uma espécie de gastrópode da família Charopidae.
É endémica da Austrália.